# Stefan Kośnik
Stefan Franciszek Kośnik (ur. 2 kwietnia 1935 w Wyszkowie, zm. 28 lipca 2010 w Warszawie) – polski duchowny katolicki, doktor prawa kanonicznego, wieloletni oficjał Sądu Metropolitalnego Warszawskiego, postulator w procesach beatyfikacyjnych i kanonizacyjnych, proboszcz parafii św. Barbary w Warszawie (1981–2006), bliski współpracownik i siostrzeniec kard. Stefana Wyszyńskiego.

## Życiorys
Urodził się w rodzinie Franciszka i Stefanii z d. Karp. Dzieciństwo przypadające na lata II wojny światowej spędził w Wyszkowie. W 1952 ukończył liceum ogólnokształcące w Wyszkowie i zdał maturę. W tym samym roku wstąpił do warszawskiego seminarium duchownego. Na tym samym roku formacji byli m.in. późniejsi księża infułaci Zdzisław Król i Jan Sikorski. Święcenia kapłańskie otrzymał 29 czerwca 1958 w archikatedrze św. Jana Chrzciciela w Warszawie z rąk bp. Zygmunta Choromańskiego.
W latach 1957–1960 studiował prawo kanoniczne na Katolickim Uniwersytecie Lubelskim. W 1972 uzyskał tytuł doktora na podstawie pracy Dowód z cudów w procesie beatyfikacyjnym i kanonizacyjnym.

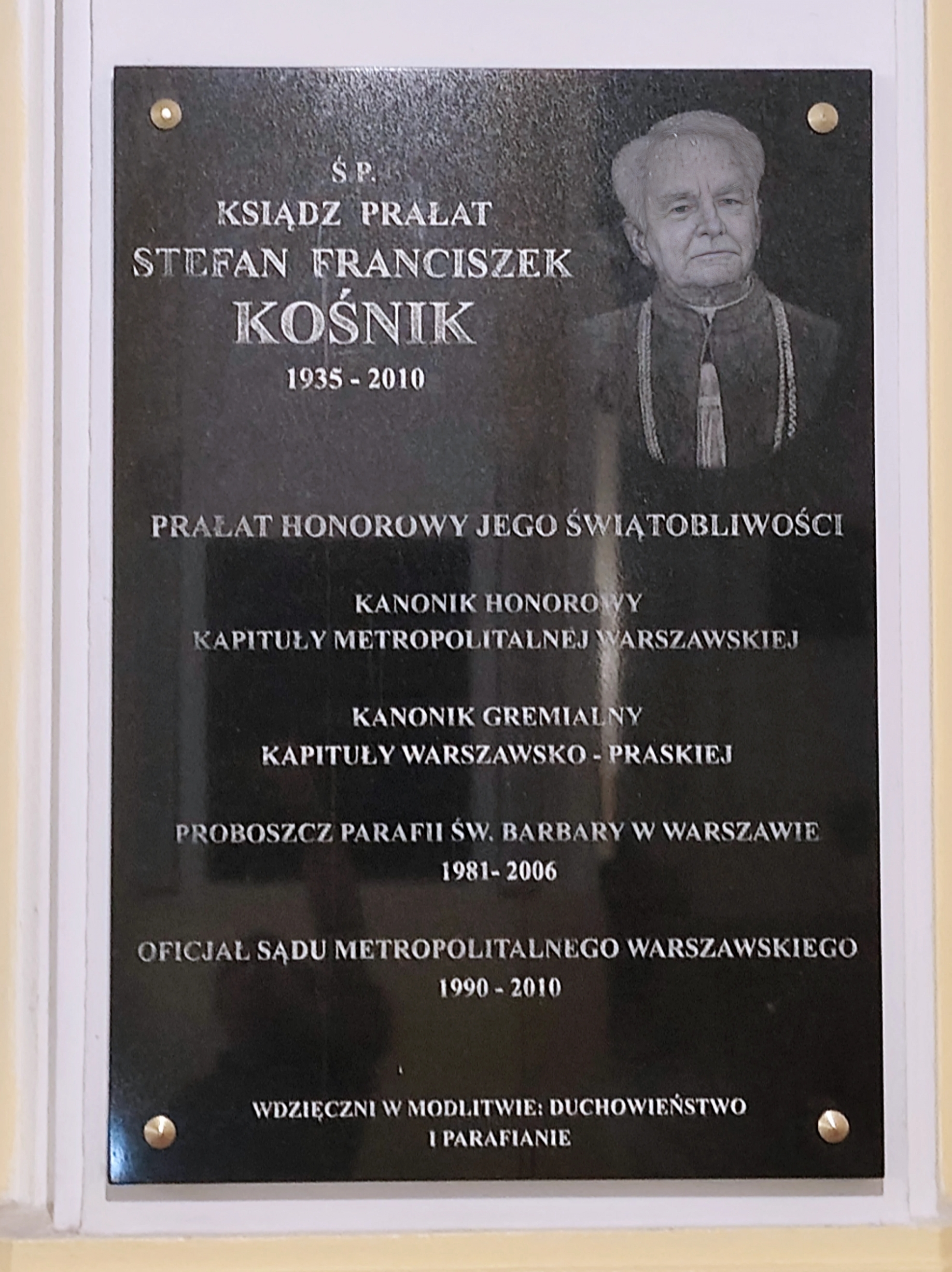
Tablica upamiętniająca ks. Stefana Kośnika, parafia św. Barbary w Warszawie

Od 1960 związany z Sądem Metropolitalnym Warszawskim, gdzie pełnił kolejno funkcje notariusza, obrońcy węzła małżeńskiego (od 1971), sędziego, wiceoficjała (od 1974), a od 1990 oficjała.
Współuczestniczył w zakładaniu Stowarzyszenia Kanonistów Polskich, które powstało w 1990. Był członkiem jego zarządu i komisji rewizyjnej.
Jako notariusz, sędzia-delegat i postulator angażował się w procesy beatyfikacyjne m.in. bł. ks. Ignacego Kłopotowskiego, abp. Zygmunta Szczęsnego Felińskiego, bł. Marceliny Darowskiej, ks. Jerzego Popiełuszki, a także w procesach o uzdrowienia za wstawiennictwem wielu kandydatów na ołtarze.
W 1975 prymas Polski kard. Stefan Wyszyński powołał go na Wicepostulatora Generalnego Polski i Archidiecezji Warszawskiej. Głównym jego zadaniem było czuwanie „nad zgodnym z prawem kanonicznym biegiem spraw” w Polsce.
W 1981 został mianowany proboszczem parafii św. Barbary w Warszawie. Zainicjował budowę domu parafialnego im. Prymasa Tysiąclecia oraz wykonał szeroko zakrojony wystrój świątyni: mozaiki, stacje drogi krzyżowej, witraże z postaciami polskich świętych i błogosławionych.
W czasie stanu wojennego zaangażował się w działalność Prymasowskiego Komitetu Pomocy Represjonowanym, otaczając opieką duszpasterską jego sekcję prawniczą.
Blisko współpracował z kard. Stefanem Wyszyńskim oraz papieżem Janem Pawłem II. Wielokrotnie uczestniczył w audiencjach prywatnych i uroczystościach w Rzymie, m.in. jako koncelebrans mszy beatyfikacyjnych.

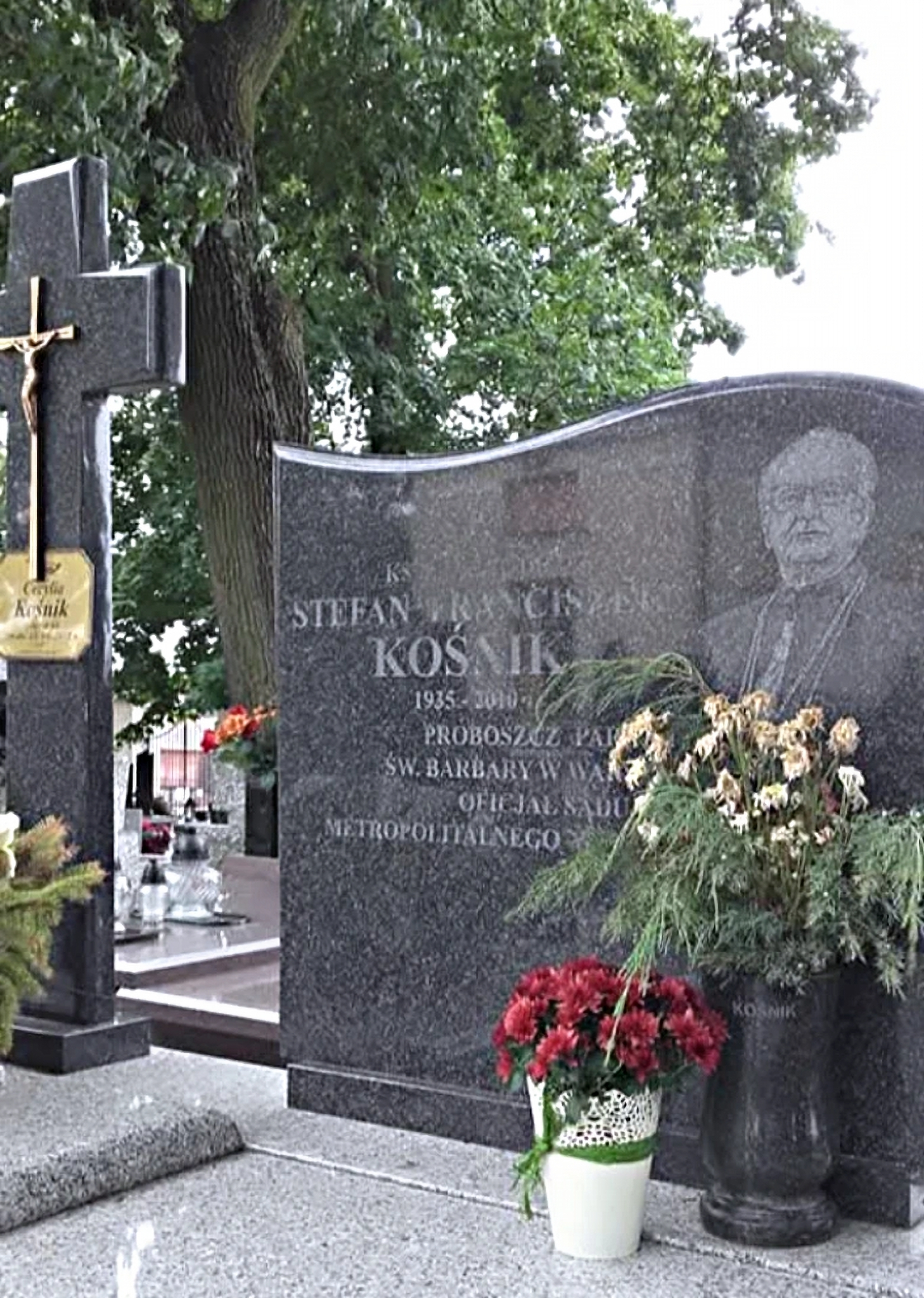
Grób ks. Stefana Kośnika, cmentarz parafialny w Wyszkowie

Został pochowany w grobie rodzinnym na cmentarzu w Wyszkowie.

## Odznaczenia i wyróżnienia

Order Prymasowski Ecclesiae populoque servitium praestanti

- Kapelan Jego Świątobliwości – 13 listopada 1980[4],
- Kanonik honorowy Kapituły Metropolitalnej Warszawskiej – 23 grudnia 1995[4],
- Kanonik gremialny Kapituły Katedralnej Warszawsko-Praskiej – 13 maja 2005[4],
- Order Prymasowski Ecclesiae populoque servitium praestanti – 18 czerwca 2006[4].

## Publikacje
- Dowód z cudów w procesie beatyfikacyjnym i kanonizacyjnym – praca doktorska obroniona na KUL (1972)[3].

## Upamiętnienie
Postać księdza Stefana Kośnika pojawia się w spektaklu telewizyjnym o księdzu Jerzym Popiełuszko pt. „Wierność” w reż. Pawła Woldana. Ks. Kośnika zagrał Paweł Nowisz. Historia przywołana w filmie pojawia się również na łamach książki Piotra Litki pt. "Ksiądz Jerzy Popiełuszko. Dni, które wstrząsnęły Polską". Ks. Kośnik opowiedział na jej kartach o spotkaniu z księdzem Jerzym w Krynicy:
"W szczególny sposób zapamiętałem słowa, które ksiądz Popiełuszko skierował do mnie podczas jednej z naszych rozmów. Powiedział, co mnie wtedy uderzyło, że przezwyciężył w sobie naturalny, czysto ludzki lęk przed śmiercią. Było to dla mnie dziwne, bo rozmawiałem w końcu z 37-letnim młodym kapłanem.
Mówił, że niejednokrotnie mu już grożono na wiele sposobów, że jest bez przerwy śledzony, że ci, którzy go inwigilują nie próbują nawet ukryć swojej obecności. Przeczuwał, że ktoś chce go zabić.
Wspominał o tym, że każdy człowiek wewnętrznie broni się przed śmiercią, że to czysto ludzki odruch, na który nie ma się większego wpływu. Wspominał, że to, co się wokół niego dzieje, różnego rodzaju groźby, anonimy, „głuche telefony"; że to wszystko wywoływało w nim do niedawna czysto ludzki lęk przed śmiercią. I że pozbył się już tego lęku i jest przygotowany na śmierć, że przyjmie wszystko to, co się z nim stanie."
Ksiądz Stefan Kośnik jest też jednym z narratorów filmu biograficznego w reż. Pawła Woldana pt. "Świadectwo drogi – Stefan Kardynał Wyszyński". Wspominał w nim między innymi o ostatnich chwilach życia ks. Prymasa Wyszyńskiego:
„Nie było mowy o stanie zdrowia księdza Prymasa, nie było żadnego: «widzisz, odchodzę» czy wyrazu żalu. Zapamiętałem tylko dwie rzeczy. Rozmowę o najbliższej rodzinie – wtedy właśnie na świat przyszło oczekiwane dziecko siostrzeńca księdza Prymasa, miało już kilka miesięcy. Prymas pytał o nie, a potem powiedział: «Słuchaj, powiedz rodzinie, żeby nie rozpaczała, żeby zachowała się godnie».”